# Жечиця (гміна Жечиця)
Жечиця (пол. Rzeczyca) — село в Польщі, у гміні Жечиця Томашовського повіту Лодзинського воєводства.
Населення — 1531 особа (2011).
У 1975-1998 роках село належало до Пйотрковського воєводства.

## Демографія
Демографічна структура станом на 31 березня 2011 року:
|          | Загалом | Допрацездатний вік | Працездатний вік | Постпрацездатний вік |
| -------- | ------- | ------------------ | ---------------- | -------------------- |
| Чоловіки | 788     | 181                | 519              | 88                   |
| Жінки    | 743     | 130                | 422              | 191                  |
| Разом    | 1531    | 311                | 941              | 279                  |